# Bahnhof Tønder

Der Bahnhof Tønder (dänisch Tønder Station, deutsch Bahnhof Tondern), von den 1940er Jahren bis zum 28. Mai 1972 Tønder Hovedbanegård (deutsch Tondern Hauptbahnhof), ist ein dänischer Grenzbahnhof in der Stadt Tønder in der Region Syddanmark nahe der deutschen Grenze. Er liegt an der Marschbahn, an der Bahnstrecke Bramming–Tønder sowie an den ehemaligen Bahnstrecken Tønder–Højer Sluse und Tønder–Tinglev.

## Geschichte

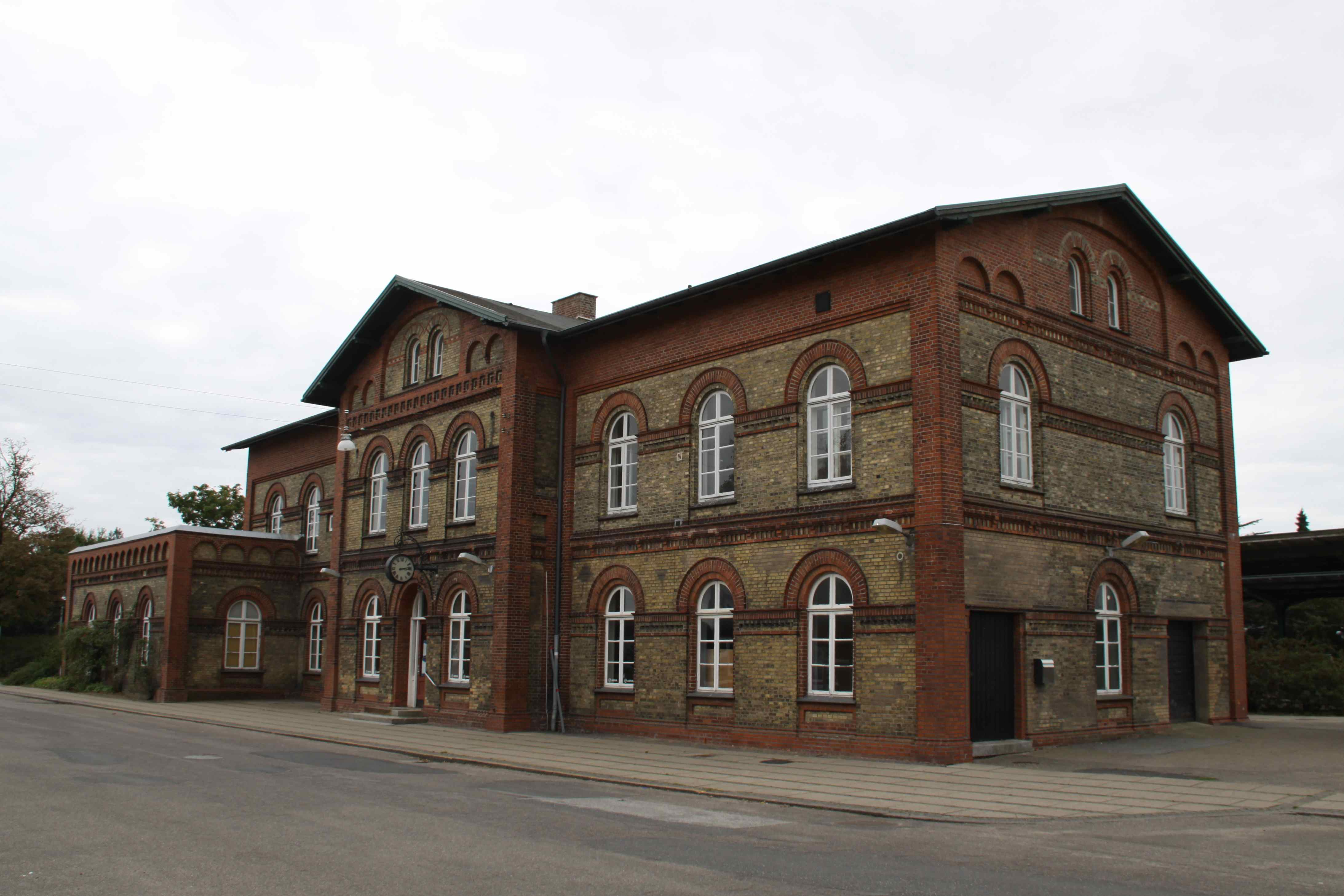
Bahnhofsgebäude Tønder (2016)

### Erste Jahre in Deutschland

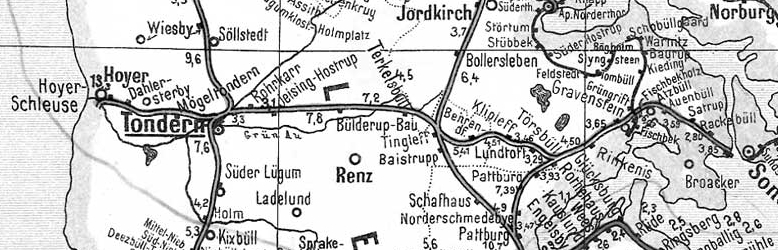
Karte der Bahnstrecken um Tondern, 1902

Tondern erhielt seinen ersten Bahnanschluss 1867 mit der Eröffnung der Bahnstrecke Tondern–Tingleff, die von dem Konsortium Peto, Brassey and Betts gebaut wurde. Der Bahnhof im Norden der Stadt war ein Kopfbahnhof. Später wurde der Bahnhof als Stadt-Bahnhof (St-Bhf) bezeichnet. 1914 hieß dieser Bahnhof Nord-Bahnhof. Zu dänischer Zeit erfolgte die Umbenennung in Tønder Øst, der Haltestellenname Tønder Nord wurde für einen später errichteten Haltepunkt an der Bahnstrecke Bramming–Tønder vergeben.

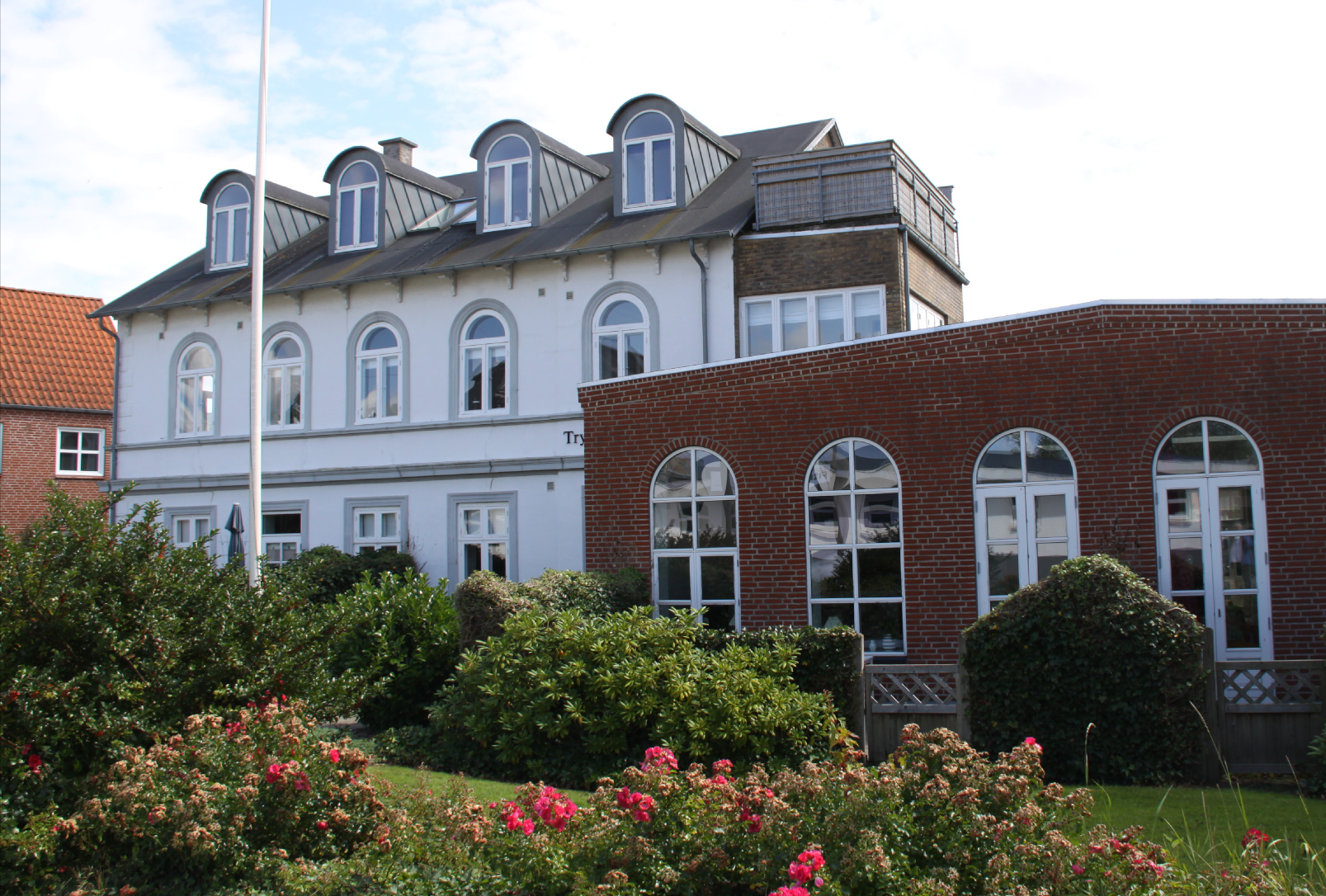
Marschbahnhof Tondern im Hintergrund links, vorne Feuerwehrhaus

Im Zuge der Verlängerung der Marschbahn von Niebüll zur damaligen Staatsgrenze bei Hvidding (dänisch Hviding) wurde am 15. November 1887 von der Glückstadt-Elmshorner Eisenbahn-Gesellschaft der Marschbahnhof (M-Bhf) (heute Jernbanegade 8) eröffnet. Die Nebenbahn aus Tingleff wurde in den neuen Bahnhof eingeführt, der sich etwas nördlich der heutigen Bahnanlagen befand.

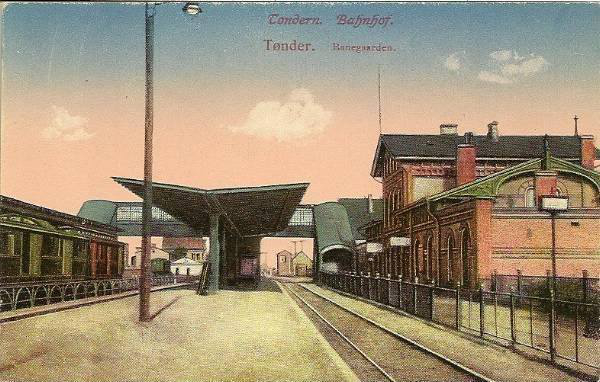
Bahnhof Tondern (1918)

Mit der Verstaatlichung der 1888 in Schleswig-Holsteinische Marschbahn-Gesellschaft umfirmierten Privatbahngesellschaft am 1. Juli 1890 übernahmen die Preußischen Staatseisenbahnen den Betrieb. Sie nahmen in den folgenden Jahren umfangreiche Erweiterungen an den Bahnanlagen vor. Empfangsgebäude, Betriebswerk und die Güterabfertigung wurden neu gebaut. Der Zugang zu den Bahnsteigen wurde mit einer Überführung ausgestattet. Das alte Empfangsgebäude der Marschbahn wurde umgebaut und als Eichlers Hotel weiter betrieben.
Am 15. Juni 1892 wurde die Verbindung bis zur Hoyerschleuse (dänisch Højer Sluse) mit Fähranschluss zur Insel Sylt in Betrieb genommen.
Der neue Bahnhof wird manchmal ebenso Marschbahnhof Tondern (dänisch Tønder Marskbanegården) genannt.

### Übernahme durch die Dänischen Staatsbahnen

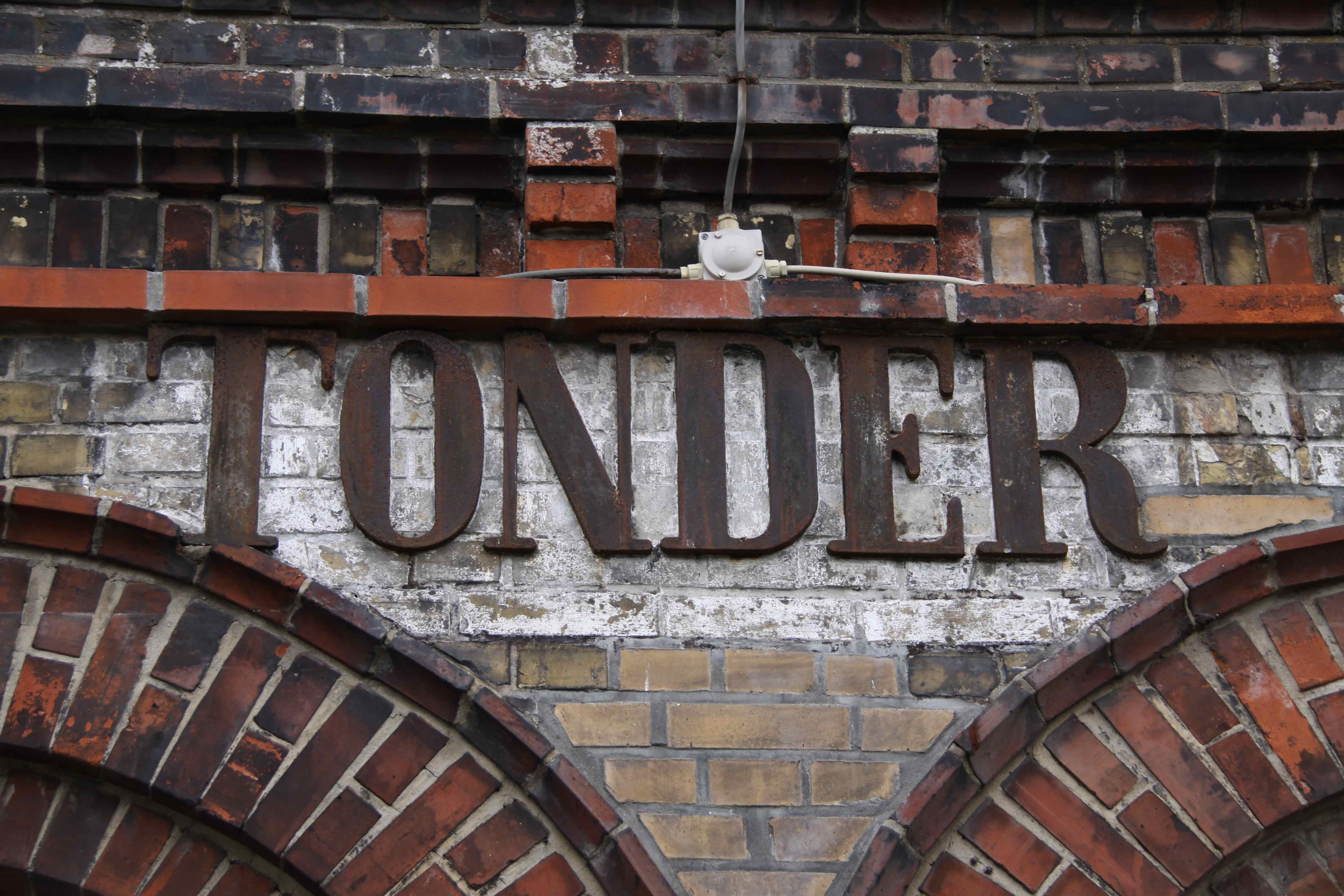
Anschrift Bahnhofsgebäude Tønder, noch 2016 ist zu erkennen, dass das N der deutschen Anschrift "Tondern" entfernt wurde, ein Ø gab es nie

1920 musste das Deutsche Reich Nordschleswig in Folge der im Versailler Vertrag vorgesehenen Volksabstimmung an Dänemark abtreten. Die Eisenbahnen in diesem Gebiet wurden ab diesem Zeitpunkt von den Dänischen Staatsbahnen übernommen. Für die Bedeutung des Bahnhofs Tønder, wie er seit der Übernahme heißt, hatte dies gravierende Konsequenzen, denn der Verkehr über die neue Staatsgrenze knapp vier Kilometer südlich des Bahnhofs kam zunächst völlig zum Erliegen.
Für die Bäderzüge nach Sylt wurde ab 1921 ein pass- und zollfreier Korridorverkehr eingerichtet. Die Wagen wurden in Süderlügum vom Zoll plombiert und durften bis Højer Sluse nicht verlassen werden. Ab 1924 erfolgte die zollamtliche Abfertigung von Güterwagen Richtung Deutschland in Tønder und in der Gegenrichtung in Süderlügum. Die Wagen wurden mit Pendelzügen zwischen Süderlügum und Tønder zugestellt, einen durchgehenden Verkehr gab es nicht mehr. Reisende nach Westerland gelangten mit diesen Zügen in plombierten Personenwagen bis Tønder, wo sie unter Bewachung, jedoch ohne Pass- und Zollkontrolle, in den Zug nach Højer Sluse umsteigen konnten.
Mit der Eröffnung des Hindenburgdamms 1927 entfiel der Korridorverkehr, was in Tønder zu einer starken Verkehrsabnahme führte. Die Strecke Niebüll–Tønder wurde zur Nebenbahn herabgestuft.
Der Personenverkehr nach Højer Sluse wurde am 15. Mai 1935 eingestellt, Güterzüge nach Højer fuhren noch bis zum 31. März 1962.

### Zweiter Weltkrieg und danach
In Dänemark wurde in den 1940er Jahren vereinzelt der wichtigste Bahnhof in Städten mit mehreren Stationen als Hovedbanegård bezeichnet und mit dem Kennbuchstaben H versehen. Dies waren Haderslev H von 1943 bis 1968, Vejle H bis zum 23. Mai 1971, Skive H, Tønder H, Nyborg H und Sønderborg H bis zum 28. Mai 1972, und Rønne H bis zu seiner Schließung.
Der Personenverkehr nach Tinglev (deutsch Tingleff) wurde bis 1971 betrieben, er hatte zumeist allein lokale Bedeutung. Zwischen 1948 und 1966 bestand eine direkte Triebwagenverbindung zwischen Sønderborg und Tønder. Güterverkehr fand bis 2001 statt.
Bereits während des Zweiten Weltkriegs war der grenzüberschreitende Verkehr in Tønder nur gering, es verkehrten 1944 lediglich drei Zugpaare zwischen Niebüll und Tønder.
Am 15. April 1945 war der Bahnhof Ziel eines Luftangriffs. Eine Bombe traf das Marschbahn-Hotel, das zu diesem Zeitpunkt als Flüchtlingslager diente.
Nach dem Zweiten Weltkrieg verkehrten nur saisonal einige Personenzüge aus einzelnen Kurswagen auf der Relation Hamburg–Esbjerg. Mit Einstellung dieser Kurswagenverbindung wurde der grenzüberschreitende Verkehr 1981 aufgegeben. Güterzüge verkehrten von Deutschland nur bis Süderlügum.

### Seit 2000
Nach einigen Probefahrten im Jahre 2000 fuhr die Nordfriesische Verkehrsbetriebe AG (NVAG) ab 2001 im Zwei-Stunden-Takt von Niebüll bis Tønder, wo Anschluss an die Züge der Danske Statsbaner nach Esbjerg bestand. Ab 2003 bediente die Nord-Ostsee-Bahn (Rechtsnachfolger der insolventen NVAG) mit einem NE 81 die Strecke, zudem fuhren auf dänischer Seite Züge der Arriva Danmark, einer Tochtergesellschaft der Deutschen Bahn. Seit dem 12. Dezember 2010 fuhren die Züge von Arriva bis Niebüll, sodass es eine durchgehende Verbindung Esbjerg–Niebüll gab. Seit dem 14. Dezember 2014 wurden die Züge von deutscher Seite als „RB 66“ bezeichnet.
Von 2014 bis 2023 wurden dabei die Züge von Niebüll nach Esbjerg durchgebunden. Seit dem 10. Dezember 2023 enden die Züge der Arriva in Tønder, und es muss auf einen Zug der Norddeutschen Eisenbahngesellschaft (neg) nach Niebüll umgestiegen werden.

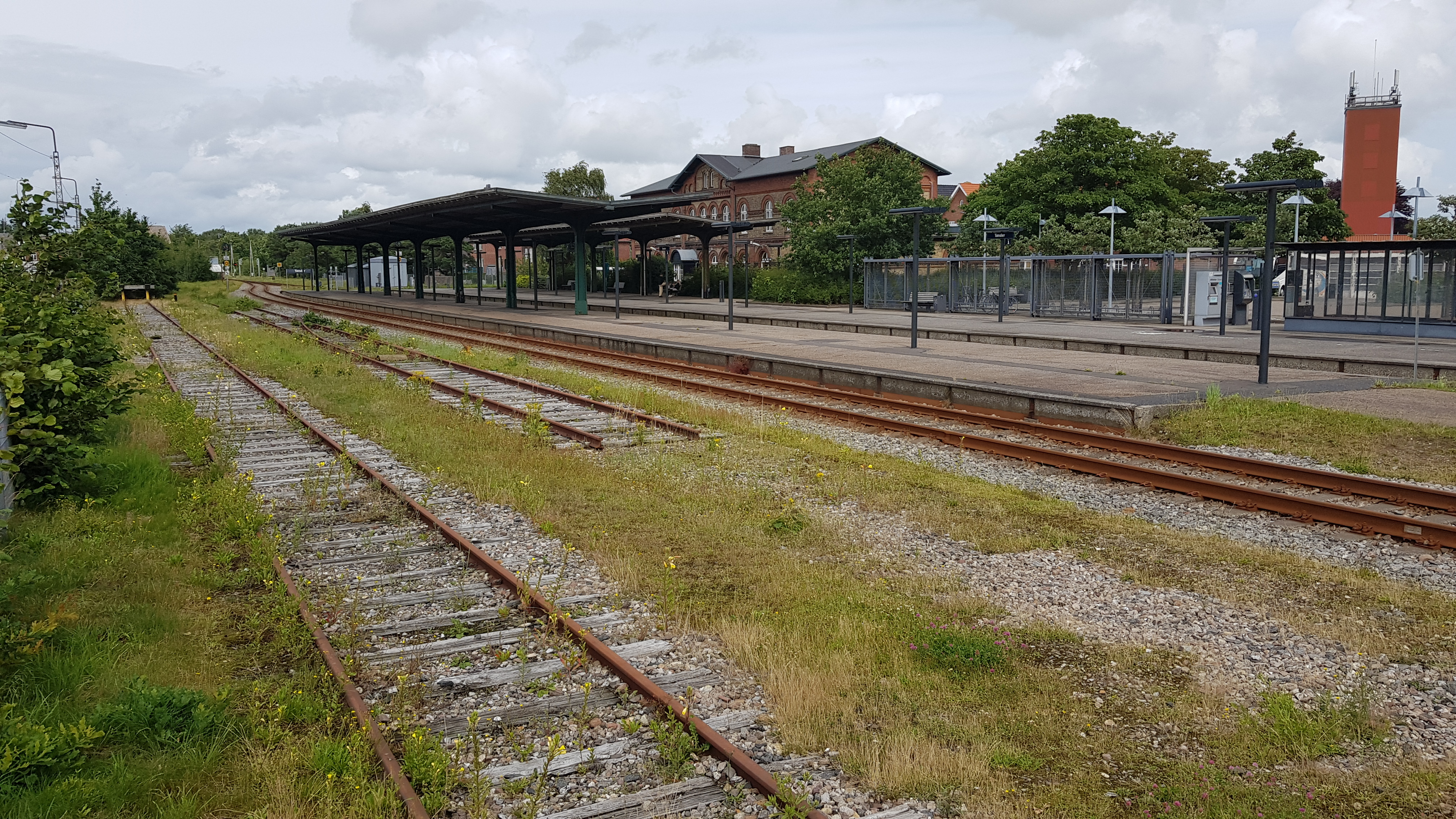
Bahnhof Tondern

## Bahnanlagen
Der Bahnhof Tønder ist als Durchgangsbahnhof angelegt, die Hauptgleise der Marschbahn verlaufen etwa in nord-südlicher Richtung. Die Strecken nach Tinglev und Høyer Sluse zweigten am nördlichen Bahnhofskopf ab.

### Personenverkehr
Das heutige Empfangsgebäude wurde nach der Verstaatlichung errichtet und besteht aus einem Hauptgebäude mit zwei großen Seitenflügeln, die in späteren Jahren bis zur Höhe des Hauptgebäudes aufgestockt wurden.
Für den Personenverkehr gab es vier Bahnsteiggleise, die vom  Hausbahnsteig und zwei Inselbahnsteigen mit kurzen Überdachungen in Höhe des Empfangsgebäudes erreichbar waren. Heute ist nur noch der westliche Inselbahnsteig mit zwei Bahnsteigkanten in Betrieb, die anderen Gleise sind abgebaut.

### Güterverkehr
Tønder verfügte über umfangreiche Gleisanlagen für den Ortsgüterverkehr. Im Güterschuppen südlich des Empfangsgebäudes wurde Stückgut abgefertigt, im gleichen Bereich lag die Ladestraße. An der Viehverladerampe und den Viehbuchten auf der westlichen Seite des Bahnhofs wurde Lebendvieh umgeschlagen, daneben gab es dort Aufstellgleise und einen Lagerplatz. Eine Gleiswaage und eine Kopf- und Seitenrampe waren vorhanden. Alle Anlagen sind außer Betrieb und größtenteils abgebaut oder anderweitig genutzt. Von Tønder aus wurden bis vor einigen Jahren noch Anschlussgleise mehrerer Industriebetriebe im Norden und Süden der Stadt bedient.

### Bahnbetriebswerk
Das Bahnbetriebswerk lag am südlichen Bahnhofskopf und bestand aus einem elfständigen Ringlokschuppen mit Drehscheibe, Wasserturm, Kohlenlager und Lokomotivbehandlungsanlagen.
Die zweiständige Werkstatt war an den Ringschuppen angebaut und über die Drehscheibe angeschlossen. Der Lokschuppen existiert noch (Karte), die restlichen Anlagen des Betriebswerks sind komplett zurückgebaut.

## Betrieb
Es bestehen folgende Verbindungen ab Tønder:
| Linie | Linienweg                                                       | Betreiber      | Takt         |
| ----- | --------------------------------------------------------------- | -------------- | ------------ |
| RB 66 | Tondern/Tønder – Niebüll                                        | neg            | 60 / 120 min |
| R6    | Esbjerg – Bramming – Ribe – Skærbæk – Bredebro – Tondern/Tønder | Arriva Danmark | 60 min       |